# دریاچه برم فیروز
دریاچه برم فیروز دریاچه‌ای کوچک در جنوب غرب قله برم فیروز و در ارتفاع ۳۳۵۰ متری از سطح دریا است که معمولاً تا فروردین‌ماه پوشیده از برف است و در اردیبهشت دریاچه در اثر آب شدن برف شکل می‌گیرد. در اواخر اردیبهشت و اوایل خرداد ماه اطراف دریاچه سراسر چمنزار و پوشیده از گل‌های وحشی می‌شود اما هم چنان در قسمت غربی دریاچه برف باقی‌مانده از زمستان وجود دارد و همه این‌ها در کنار هم زیبایی خاصی به دریاچه می‌بخشد؛ بنابراین از اواخر اردیبهشت تا اوایل تیر این دریاچه مورد توجه گردشگران قرار می‌گیرد. کوه برم فیروز اسم خود را در واقع از همین دریاچه گرفته‌است چرا که در زبان محلی منطقه فارس به برکه‌ها و دریاچه‌های کوچک کلمه «برم» گفته می‌شود و از آنجا که این دریاچه در زبان محلی «برم فیروز» نام دارد این کوه نیز به همین اسم شناخته می‌شود.